# Hans Faillard
Hans Faillard (* 2. April 1924 in Köln; † 5. August 2005) war ein deutscher Biochemiker und Professor für Biochemie und Physiologische Chemie sowie Leiter mehrerer Universitäten.

## Leben
Hans Faillard wurde 1924 in Köln geboren und studierte an der Universität zu Köln Chemie und Medizin. Er wurde 1952 mit dem Thema Die Konstitution der ungesättigten Fettsäuren der Cerebroside des menschlichen Gehirns promoviert. 1957 habilitierte er sich auf dem Gebiet der Physiologische Chemie mit dem Thema Über die Abspaltung von N-Acetylneuraminsäure aus Mucinen durch das "Receptor-Destroying-Enzyme" aus Vibrio cholerae.
Seine wissenschaftliche Karriere begann 1964 an der gerade gegründeten Ruhr-Universität Bochum. Als Mitglied des Gründungsausschusses war er zunächst mit der Leitung der Baukommission betraut. Später wurde er Dekan der Abteilung für Naturwissenschaftliche Medizin und wurde schließlich Rektor 1969 bis 1972. Er hat insbesondere das "Bochumer Modell" in der Medizinerausbildung ins Leben gerufen.
1973 erfolgte seine Berufung zum Professor für Biochemie an die Universität des Saarlandes. Zeitgleich wurde er als Präsident der Universität und damit als Nachfolger von Rektor Hellmuth Sitte gewählt. Unter seiner Führung erfolgte in den Jahren 1973 bis 1979 die Gestaltung der Universität nach dem neuen Hochschulgesetz und die Novellierung des Universitätsgesetzes, die Aufstellung des ersten Universitätsentwicklungsplans, die Reorganisation des Sportwissenschaftlichen Instituts, die Integration der Pädagogischen Hochschule in die Universität und die Ansiedlung des ersten Fraunhofer-Instituts auf dem Universitätscampus.
Faillard engagierte sich in zahlreichen überregionalen und internationalen Institutionen unter anderem als Vizepräsident und Vorsitzender wichtiger Kommissionen der Westdeutschen Rektorenkonferenz, als Mitglied in der Ständigen Kommission für die Studienreform bei der Kultusministerkonferenz, in Gremien der Alexander von Humboldt-Stiftung und in der deutsch-französischen Expertenkommission für das Hochschulwesen. 1972 bis 1974 war er Mitglied des Gründungsausschusses für die Bundeswehrhochschule Hamburg.
Faillard hat über 100 Publikationen über experimentelle Arbeiten aus seinem Arbeitsgebiet, der Biochemie der Glykoproteine, veröffentlicht. Ebenso zahlreich sind seine Beiträge zur Organisation und Planung von Hochschulen sowie zur Hochschul- und Bildungspolitik.
Nach schwerer Krankheit verstarb Hans Faillard im Alter von 81 Jahren.

## Auszeichnungen
- 1957: Preis der Hochschul-Stiftung der Medizinischen Fakultät der Universität zu Köln[1]